# 神谷沙織
神谷 沙織（かみや さおり、1981年12月13日 - ）は、日本の元AV女優。イオンプロモーションに所属していた。
東京都出身。血液型：A型。身長：158cm、スリーサイズ：B83・W58・H81、Dカップ。趣味：音楽鑑賞、アウトドア、スポーツ。特技：スノーボード。

## 略歴
- 2001年に「聖・初体験」でh.m.pよりAVデビュー。

- 2003年にケイ・エム・プロデュース専属女優『ミリオンガールズ2003』として活躍。

- 同年、引退。

## 作品

### アダルトビデオ（撮り下ろし）
2001年
- 聖・初体験（12月31日、h.m.p LMP-13）※AVデビュー作

2002年
- ささやきながら…。（1月27日、h.m.p FMP-1）
- 私の裸、好きですか? 初体験のぬくもり（2月25日、h.m.p HODV-00091）
- 沙織とふたりで…（3月31日、h.m.p FMP-4）
- 濡肌ロマンス（4月23日、h.m.p WJF-3）
- The Artist（5月2日、h.m.p HODV-103）
- レイプ! 花のお天気お姉さん 5（5月31日、h.m.p FMC-012）
- ヒップからつかまえて（6月30日、h.m.p WJF-5）
- コスプレ戦隊 SEXで変身!（7月29日、h.m.p FMC-16）
- 泣き顔おしゃぶり羞恥SEX（8月31日、h.m.p FSV-20）
- はじめてのえっち（9月24日、アリスJAPAN）KA-2089）VHS
  - はじめてのえっち（11月22日、アリスJAPAN）DV-195）DVD
- SAORI SEXY コスプレ戦隊（10月9日、h.m.p HODV-123）
- 女尻（10月29日、アリスJAPAN DV-188）
- girls date（11月26日、アリスJAPAN KA-2097）
- 逆ソープ天国（12月20日、アリスJAPAN KR-9174）VHS
  - 逆ソープ天国（2003年2月14日、アリスJAPAN DV-217）DVD

2003年
- 制服人形（1月24日、アリスJAPAN KA-2103）
- ベストフレンド完全版 神谷沙織 早坂ひとみ（2月21日、ケイ・エム・プロデュース MILV-049）VHS
  - ベストフレンド完全版 神谷沙織 早坂ひとみ（2月21日、ケイ・エム・プロデュース MILD-053）DVD
  - ベストフレンド完全版 神谷沙織 早坂ひとみ（2008年7月25日、デジタルメディアネットワーク BUNK-1）DVD
- もしも神谷沙織が超高級ソープ嬢だったら… 神谷沙織 松井はるか（4月18日、ケイ・エム・プロデュース MILV-063）VHS
  - もしも神谷沙織が超高級ソープ嬢だったら… 神谷沙織 松井はるか（4月18日、ケイ・エム・プロデュース MILD-063）DVD
  - もしも神谷沙織が超高級ソープ嬢だったら… 不朽の名作文庫 神谷沙織 松井はるか（2008年9月26日、デジタルメディアネットワーク BUNK-22）DVD
- 視姦フェチ 神谷沙織（5月1日、ワンズファクトリー GM-103）
- ミリオンガールズのマジカルミステリーツアー完全版（7月25日、ケイ・エム・プロデュース MILD-084）…共演:及川奈央、早坂ひとみ、長谷川瞳、紋舞らん　※引退作。

### アダルトビデオ（オムニバス単体作品、BESTもの）
- 神谷沙織 4時間（2003年3月20日、ケイ・エム・プロデュース MILD-058）
  - 不朽の名作!神谷沙織 4時間（2008年7月25日、デジタルメディアネットワーク BUNK-3）
- 完全攻略 神谷沙織（2003年3月20日、ケイ・エム・プロデュース MILV-56）VHS
  - 完全攻略 神谷沙織（2003年3月25日、ケイ・エム・プロデュース RMILD-046）DVD
- Full Volume！［Blue］神谷沙織（2003年3月21日、ビデオバンク BNDV-106）
  - Full Volume！［Red］神谷沙織（2003年5月21日、ビデオバンク BNDV-124）
- 裏・神谷沙織 完全版（2003年5月16日、ケイ・エム・プロデュース MILV-68）VHS
  - 裏・神谷沙織 完全版（2003年5月16日、ケイ・エム・プロデュース MILD-68）DVD
  - 裏・神谷沙織 完全版（2008年8月22日、デジタルメディアネットワーク BUNK-15）DVD
- 完全なるイカセ4時間 神谷沙織（2003年6月19日、ケイ・エム・プロデュース MILD-078）
- VERY BEST OF 神谷沙織（2003年11月28日、ケイ・エム・プロデュース MILD-111）
- あのアイドルがスーパークリア新基準モザイクで甦る 神谷沙織（2007年8月10日、ビデオバンク BNDV-00464）
  - あのアイドルがスーパークリア新基準モザイクで甦る 神谷沙織 前編（2007年9月21日、h.m.p HRDV-00583）
  - あのアイドルがスーパークリア新基準モザイクで甦る 神谷沙織 後編（2007年10月21日、h.m.p HRDV-00597）
- アリスピンクファイル 神谷沙織（2008年4月11日、アリスJAPAN PDV-039）
- アリスピンクファイル あのピンクファイルで魅せる！ 神谷沙織 2（2008年6月13日、アリスJAPAN PDV-045）

### アダルトビデオ（編集もの）
2002年
- VERY BEST OF MILLION 及川奈央 早坂ひとみ 神谷沙織 長谷川瞳 紋舞らん ほか（6月14日、ケイ・エム・プロデュース MILD-024）※20作品を編集したベスト盤
  - VERY BEST OF Million 2 神谷沙織 早坂ひとみ 長谷川瞳 紋舞らん 及川奈央（2003年1月15日、ケイ・エム・プロデュース MILD-050）全5名
  - VERY BEST OF Million 3（2003年8月22日、ケイ・エム・プロデュース MILD-087）全9名
- Blue Heaven 安倍なつき 神谷沙織 西田美沙（7月10日、h.m.p HODV-109）全3名
- 現場にオジャマ 突入スペシャル！！！（7月21日、ビデオバンク BNDV-56）全9名
- プッチリなクリクリ。（11月25日、h.m.p FMP-15）全5名

2003年
- SAMM乱れ打ち（1月25日、h.m.p WSV-001）全6名
  - SAMM 乱れ打ち DVD Remix 三宮里緒 神谷沙織 西村萌 西田美沙 灘ジュン COCOLO（2月21日、ビデオバンク BNDV-99）全6名
- BEST HIT コスプレ「ハードコア編」（2月10日、ビデオバンク BNDV-94）全8名
  - BEST HIT コスプレ「ハードコア編」（2005年8月28日、h.m.p FMC-024）全8名
- NEW Best Selection 1 神谷沙織 安倍なつき 森高千春 桜ことみ 深芳野 真樹さくら（2月21日、h.m.p WJW-001）全6名
- Petit Chri Best The Debut 灘ジュン 神谷沙織 ほか（2月21日、ビデオバンク BNDV-97）全9名
- 完全なるイカセ4時間 コンプリートBOX 及川奈央 長谷川瞳 神谷沙織 早坂ひとみ 紋舞らん（6月19日、ケイ・エム・プロデュース MILP-002）全5名
- 逆ソープ天国 貸切スペシャル 7（9月12日、アリスJAPAN KR-9190）全5名
- コスプレ☆The BEST（9月18日、h.m.p WMC-013）全8名
- 美人教師 暴行現場 Special 5 朝河蘭 神谷麗子 吉野瞳 古河由摩 神谷沙織 藤森かおり ほか（9月19日、クリスタル映像 MMDV-209）全15名
- コスプレ・タイフーン120分!（11月17日、h.m.p WMC-14）全24名
- 女尻CLIMAX 2003 vol.2（11月21日、アリスJAPAN DV-295）全5名
- ビデオバンク祭り 4時間 総力SEX編（12月10日、ビデオバンク SEXY-4）全40名以上

2004年
- アリスJAPAN 2004（1月16日、アリスJAPAN DV-315）全16名
- ベリーベストオブ million VOL.5（5月8日、ケイ・エム・プロデュース MILV-102）全6名
  - ベリーベストオブ million VOL.6（2005年10月12日、ケイ・エム・プロデュース MILV-216）全9名
  - ベリーベストオブ million VOL.7（2005年10月18日、ケイ・エム・プロデュース MILV-229）全8名
- 超高級スーパースターソープランド4時間（5月28日、ケイ・エム・プロデュース MILD-172）全10名
- 人気女優15人 野外ファック4時間（6月10日、ビデオバンク BNDV-205）全15名
- イカセ4時間シリーズ4時間（6月18日、ケイ・エム・プロデュース MILD-180）全12名
- 超高級スーパースターソープランド2時間 2（6月25日、ケイ・エム・プロデュース RMILD-175）全6名
  - 超高級スーパースターソープランド2時間 2（2005年5月31日、ケイ・エム・プロデュース MILV-185）全6名
- 顔面ぶっかけメガファック！！！（6月30日、h.m.p KOM-003）全14名
- 裏シリーズ 4時間（7月9日、ケイ・エム・プロデュース MILD-187）全12名
- SEXトライアスロン2時間（8月13日、ケイ・エム・プロデュース RMILD-189）全7名
  - SEXトライアスロン4時間（8月13日、ケイ・エム・プロデュース MILD-199）全15名
- h.m.p女優大図鑑 アイドル編 4時間（9月9日、ビデオバンク BNDV-226）全20名
- アイドルとどこでもいっしょ!（10月9日、ビデオバンク BNDV-233）全18名
- ミリオン4時間シリーズ 4時間（11月5日、ケイ・エム・プロデュース MILD-227）全10名
- 厳選!潮吹き4時間（11月12日、ケイ・エム・プロデュース MILD-229）全12名

2005年
- 極選!潮吹きBest10（4月22日、ケイ・エム・プロデュース MILV-288）全10名
- 極選！強制ディープスロート BEST20（8月19日、ケイ・エム・プロデュース MILD-338）全20名

2006年
- ナメだるま イカセまくり4時間（7月21日、ケイ・エム・プロデュース MILD-422）全15名
- あのアイドルが新基準モザイクで甦る[伝説の女優16人]（8月10日、ビデオバンク BNDV-384）全16名
- 極選！ドリームレズ 2時間（9月29日、ケイ・エム・プロデュース RMILD-436）全10名

2007年
- スーパーアイドル BEST 10 完全攻略シリーズコレクション（1月28日、ケイ・エム・プロデュース RMILD-217）全10名
- 極選！自分TVベスト 2時間（2月23日、ケイ・エム・プロデュース MILD-470）全12名
- ありがとう5周年！デジモで復活！オールスター夢の共演コレクション（7月27日、ケイ・エム・プロデュース MILD-493）全5名
- ありがとう5周年！デジモでよみがえるミリオンガールズベスト（10月19日、ケイ・エム・プロデュース MILD-508）全13名
- VERY BEST OF 3P 4時間スペシャル（11月23日、ケイ・エム・プロデュース MILD-514）全34名
- 乳首残像Bomb！ 4時間（11月25日、h.m.p HRDV-614）全14名

2008年
- あのアイドルがスーパーリマスターREMIXで甦る 伝説の女優11人（4月10日、ビデオバンク BNDV-528）全11名
- SEXトライアスロン4時間 3（9月19日、ケイ・エム・プロデュース MILD-566）全11名
- 一流女優だらけの 超高級風俗ビル 4時間 2号店（12月19日、ケイ・エム・プロデュース MILD-580）全19名

2010年
- スーパーニーソックスBomb!8時間2枚組（7月21日、ビデオバンク BNDV-775）全28名
- h.m.p 48 2000～2010 新世紀AVアイドル総決算 8時間2枚組（11月21日、ビデオバンク HRDV-1023）全48名
- アリスJAPAN看板シリーズ 逆ソープ天国 リモザイク特別盤 2（11月26日、アリスJAPAN NDV-1034）全23名

2011年
- アリスピンクファイル 歴代人気女優20名 Part2（8月26日、アリスJAPAN PDV-142）全20名

2018年以降
- 中高年男性に送る懐かしのアリスJAPANスター女優BEST（2018年12月13日、アリスJAPAN DVAJ-369）全20名
- million 女優列伝CompleteFile 8時間（2019年4月12日、ケイ・エム・プロデュース MKMP-273）全65名

### イメージビデオ・アイドルDVD
- 美少女EROS恋写館103 神谷沙織 少女の瞬間。（2001年12月10日、バウハウス BHV17-62）※イメージビデオ
- BLUE VACATION 神谷沙織（2003年3月21日、セクシア（トライハートコーポレーション）LLL-2）※アイドルDVD
- PIN（2003年3月25日、ヴェガファクトリー NRO-001）…共演:早坂ひとみ、COCOLO、伊東怜 、なつき ※アイドルDVD
- アカルイハダカ/digi+KISHIN DVD（2003年9月18日、ポニーキャニオン PCBE-50659）※アイドルDVD 全12名

## 書籍

### 写真集（単体作品）
- 神谷沙織写真集 「夕暮れの瞬間」（2001年11月26日、バウハウス）撮影:吉田裕之 ISBN 9784894616608
- 神谷沙織写真集 本日、いもうと気分。（2002年6月1日、彩文館出版）撮影:斉木弘吉 ISBN 9784916115829
- 神谷沙織写真集 erotica（2002年11月10日、ぶんか社）撮影:諏訪稔 ISBN 9784821124770

### 写真集（単体作品以外）
- 制服卒業 2 浅田りょう 江東夕貴 佐藤まい 神谷沙織 須賀まゆ 天野こころ（2002年4月28日、バウハウス）ISBN 9784894614727 全6名
- ぽらぱら All about private girls（2002年12月19日、竹書房）撮影:U.マナビンスキー ISBN 9784812410882 全11名
- コイモ ポップヌード いもうと系総集編 1 蒼井そら 佐藤まい 秋野桂子 神谷沙織（2003年5月1日、彩文館出版）ISBN 9784775600085 全4名
- ミリオンガールズ写真集 BEST FRIENDS 及川奈央 長谷川瞳 神谷沙織 早坂ひとみ 紋舞らん（2003年7月30日、メディアックス）撮影:菅野幸悦 ISBN 9784896136821 全5名
- Flowers Lily Franky Nude & Poem（2003年12月10日、光文社）撮影:リリー・フランキー ISBN 9784334901158 全7名
- NEW LOVE モミ撮り 神谷沙織 南波杏 新堂真美 春菜まい 伊東怜 みひろ ほか（2003年12月18日、飛鳥新社）撮影:米原康正

### 雑誌
- DVD DELUX2 2000年10月号（MCプレス）
- ヤングビンタ 2001年10月号（バウハウス）
- Dr.ピカソ 2001年11月号（バウハウス）
- ACTRESS 2001年12月号、2002年4月号、7月号（リイド社）
- GOKUH 2001年12月号、2002年7月号（神谷沙織:超Bigポスター）（バウハウス）
- URECCO 2002年2月号、4月号、6月号、8月号、11月号、2003年1月号、3月号（ミリオン出版）
- スコラ 2002年2月号（スコラ）
- WOoooo! B組 2002年2月号（マガジンマガジン）
- ザ・ベストMAGAZINE Special 2002年2月号、8月号、11月号（ベストセラーズ）
- アクションカメラJr 2002年2月号（ワニマガジン社）
- スコラGOLD VOL.1（2002年2月1日、スコラ）
- girlfriends boyfriends one（2002年3月14日、竹書房）
- DOPE 2002年4月号（ベストセラーズ）
- Bejean 2002年6月号（神谷沙織:等身大ヘアポスター）、2003年2月号（英知出版）
- ザ・ベストMAGAZINE 2002年6月号、11月号（ベストセラーズ）
- Chuッ 2002年6月号（ワニマガジン社）
- ホイップ 2002年7月号、11月号（表紙）、2003年1月号（コアマガジン）
- URECCO SUPER BEAUTIES 2002年7月号（ミリオン出版）
- MenFre! magazine BOMBER 2002年7月号（神谷沙織:表紙 & 等身大ポスター）（ベストセラーズ）
- コミック まぁるまん 2002年7月号（ぶんか社）
- URECCO gal 2002年8月号、10月号、2003年3月号（ミリオン出版）
- スーパー写真塾 2002年8月号（神谷沙織:表紙 & 巻頭グラビア）（コアマガジン）
- Cream 2002年9月号（ワイレア出版）
- COMIC BOY 2002年9月号（日本出版社）
- ビデオ THE ワールド 2002年9月号（コアマガジン）
- リップメイト 2002年9月号（メディアックス）
- ホワイトクリーム (3)（2002年9月5日、ワイレア出版）
- ベストビデオ 2002年10月号（神谷沙織:ビデオ完全カタログ）、2003年4月号（三和出版）
- CeLeb girls vol.002 2002年10月号（マガジンマガジン）
- smart girls 04 「おしゃれなヌード」全面解放!（2002年10月25日、宝島社）
- アップル通信 2002年11月号、12月号、2003年4月号（三和出版）
  - smart girls 06 おしゃれヌード増殖中!（2003年5月25日、宝島社）
- キラリ! vol.40 2002年12月号（マガジン・マガジン）
- PENTHOUSE JAPAN 2002年12月号（ぶんか社）
- 女のコあーしたいこーしたい 第48集 2002年12月号（ワニマガジン社）
- デラべっぴん 2003年1月号（英知出版）
- FLASH EX 2003年1月号（光文社）
- ベストビデオスーパードキュメント 2003年2月号、4月号、5月号、6月号（三和出版）
- BUBKA BEAUTIES! Volume.001（2003年2月15日、コアマガジン）
- オレンジ通信 2003年04月号（東京三世社）
- YO!ビデオガールズ vol.2（2003年5月5日、大洋図書）
- BXB AV FREAK 2003年6月号（ジェイ・ディー・メデューサ）
- アップル通信エレクト現場ファイル Vol.1 2003年7月増刊号（三和出版）
- ビデオボーイ 2003年8月号（英知出版）
- ミリオンガールズ 及川奈央 早坂ひとみ 神谷沙織 長谷川瞳 紋舞らん（2003年8月10日、東京三世社）